# Краснов Володимир Володимирович
Краснов Володимир Володимирович — доктор медичних наук, кандидат педагогічних наук, професор, завідувач кафедри педагогіки, психології, медичного та фармацевтичного права, академік Національної академії наук вищої освіти України. Завідувач проблемної науково-дослідної лабораторії з питань післядипломної підготовки лікарів (провізорів) центру ДО Національної медичної академії післядипломної освіти ім. П. Л. Шупика.

## Біографічні відомості
Народився у м. Києві.
Одружений, має двох дітей.
Закінчив Російський державний медичний університет імені М. І. Пирогова.
Працював інженером науково-дослідної лабораторії медико-біологічних проблем відділу № 6 НІКІ МТТ НПП «Науково-інженерний центр МОЗ України» (1993—1995), начальник інформаційного відділу АТ «Українська асоціація народної медицини» (1995—1998). З 1998 р. — аспірант на кафедрі медичної інформатики Національної медичної академії післядипломної освіти імені П. Л. Шупика.
З 2001 року — асистент, потім доцент (з 2005), потім професор (з 2014) цієї кафедри.
З 2007 р. — завідувач проблемної науково-дослідної лабораторії з питань післядипломної підготовки лікарів (провізорів) центру ДО НМАПО імені П. Л. Шупика.
З січня 2016 року — завідувач кафедри педагогіки, психології, медичного та фармацевтичного права.

## Освіта
Поступив у 2-й Московський медичний університет імені М. І. Пирогова у 1985 році на медико-біологічний факультет, закінчив Російський державний медичний університет імені М. І. Пирогова у 1993 році, присвоєна кваліфікація: лікар-кібернетик (спеціальність — біофізика).

### Захист дисертаційних робіт
- Докторська дисертація (медичні науки). Диплом від 17.05.2012, за темою: «Розробка системи інформаційного відображення процесів передачі знань в післядипломній медичній освіті», за спеціальністю 14.03.11 «Медична та біологічна інформатика і кібернетика», науковий консультант: д.мед.н., професор Мінцер О. П.
- Кандидатська дисертація (педагогічні науки). Диплом від 11.06.2003 за темою: «Ефективність використання комп'ютерних систем контролю знань у післядипломній медичній освіті», за спеціальністю 13.00.04 «Теорія і методика професійної освіти», науковий керівник: д.мед.н., професор Мінцер О. П.

### Лікувальна і наукова діяльність
З 2010 — заступник голови проблемної комісії МОЗ та НАМН України «Медична інформатика та інформаційні технології».
Досліджує питання застосування інформаційних технологій в медицині та освіті, принципів передачі та контролю знань, дидактики, педагогічної психології, дистанційної освіти, онтології знань.
Член спеціалізованих вчених рад: — Д26.613.10 по захисту докторських (кандидатських) дисертацій зі спеціальності 14.03.11 — «Медична та біологічна інформатика і кібернетика». — Д26.613.07 по захисту докторських (кандидатських) дисертацій зі спеціальності 14.02.03 — «Соціальна медицина».
Член редакційної колегії фахового науково-практичного журналу «Медична інформатика та інженерія».
Проводив велику роботу з проблем криптографії інформації в державному проекті «Електронний медичний паспорт громадянина України», НДР «Розробка нормативної бази системи безперервного професійного розвитку лікарів для забезпечення високої якості надання медичної допомоги населенню України».

## Патенти
Патент 51338 А Україна, G06F17 / 60, A61B5 / 00. Спосіб збору, обробки та зберігання інформації про пільгове забезпечення населення лікарськими засобами. (З співавторами); Заявлено 25.02.2002; Опубліковано 15.11.2002. Бюлетень № 1.

## Перелік ключових публікацій
Автор понад 200 наукових праць, у тому числі: 2 патенти, 4 авторські свідоцтва, брав участь у 20-ти медичних і освітніх державних виставках.
1. Концептуальна модель інформатизації фармацевтичного маркетингу та менеджменту: Свідоцтво № 5277 про реєстрацію авторського права на твір, що зареєстровано 23.04.2002 Міністерством освіти і науки України та Державним департаментом інтелектуальної власності (Мінцер О. П., Пономаренко М. С., Бабський А. А., Вовк Н. Б., Площик В. М., Кухар О. О., Краснов В. В.);
2. Вороненко Ю. В. Електронні навчальні посібники для відображення медичних процедурних знань: принципи, етапи створення, методологія: Навчальний посібник / Ю. В. Вороненко, О. П. Мінцер, В. В. Краснов.- Київ, 2009.- 160 с.;
3. Краснов В. В. Структура образу професійних дій в свідомості лікаря / В. В. Краснов // Збірник наукових праць співробітників НМАПО ім. П. Л. Шупика — К., 2010.- с. 710—715.;
4. Краснов В. В. Побудова структури онтології діагностичного й лікувального процесів.- Медична інформатика та інженерія.- Київ, 2010.- № 4.- с. 59 — 65;
5. Дидактичні технології викладання питань репродуктивного здоров'я: Навчально-методичний посібник для викладачів / Вороненко Ю. В., Бойко А. І., Гойда Н. Г., Грищенко О. В., Квашенко В. П., Краснов В. В., Пирогова В. І., Пімінов О. Ф., Посохова С. П., Сало Н. Й., Шманько О. В.- К: Книга-плюс.- 2011.- 192 с.
6. Використання телемедицини у клінічній практиці. Частина 2 (для викладача): навчально-методичний посібник / Добрянський Д. О., Мінцер О. П., Краснов В. В.- К: НМАПО імені П. Л. Шупика.- 2011.- 95 с.
7. Вороненко Ю. В., Мінцер О. П., Краснов В. В. Організація безперервного професійного розвитку викладачів в системі медичної освіти (аналітичний огляд та пропозиції). // Медична освіта.- Тернопіль: 2012.- № 4.- С. 6-17.
8. Мінцер О. П., Марценюк В. П., Рижов О. А., Краснов В. В. Концептуальні узагальнення щодо структурної організації комп'ютерних мереж вищих медичних навчальних закладів.- Медична інформатика та інженерія.- Київ, 2013.- № 3.- с. 7-15.
9. Краснов В. В. Проблеми формування соціально-особистісних компетенцій при підготовці лікарів // Медична освіта.- Тернопіль: 2013.- № 4.- С. 51-53
10. Вороненко Ю. В., Мінцер О. П., Краснов В. В., Соколова Л. В., Мельник І. В., Жирок М. М. Підготовка електронних навчальних матеріалів (електронних підручників та навчальних посібників) до видання. Методичні рекомендації.- Київ 2015.- 29 с.

## Міжнародна співпраця
Брав участь у проектах:
- 2002—2003 роки — Project LARGIS in WHO program «Management in Health care»;
- 2004—2005 роки — Project «Social-psychological training of physicians working with HIV infected / aids patients» (відповідальний виконавець);
- 2005—2006 роки — проект ЄС «Підтримка розвитку систем медичних стандартів в Україні»;
- 2006—2008 роки — НДР «Розробка нормативної бази системи безперервного професійного розвитку лікарів для забезпечення високої якості надання медичної допомоги населенню України» (відповідальний виконавець);
- 2007—2009 роки — проект «Разом до Здоров'я» (USAID, США) та Гарвардської школи громадського здоров'я (США) щодо викладання практичних випадків (кейсів);
- 2007—2009 роки — USAID, JSI і Проект покращення сім'ї та репродуктивного здоров'я в Україні «Разом до здоров'я»;
- 2008—2010 роки — державний проект «Медичний електронний паспорт громадянина України»;
- 2008—2009 роки — EPOS / NICO / EORYS, Support to the Secondary Health Care Reform, Ukraine, Project Number: EuropeAid/ 123236/SER/UA. Category (position): Short Term Junior Experts (STE Training (Junior));
- 2006—2015 роки — проект e-learning в Україно-Швейцарській програмі «Перинатальне здоров'я» Швейцарського Інституту охорони здоров'я і тропічної медицини (консультант, відповідальний виконавець).